# Der Sturz
Der Sturz ist eine 1971 erschienene Erzählung von Friedrich Dürrenmatt.

## Inhalt
Die Erzählung beschreibt den Sturz des Vorsitzenden eines Staatsrates nach dem Vorbild der Sowjetunion. Die gesamte Handlung spielt sich in einem Sitzungszimmer unter Anwesenheit der politischen Führung ab, unter deren mit Buchstaben benannten Ministern lediglich „Minister O“ nicht anwesend ist. Die Spekulation um dessen Abwesenheit führt zu verschiedenen Intrigen und Verleumdungen, die in der Perspektive des für die Post zuständigen „Ministers N“ vorgetragen werden. Die Machtkämpfe eskalieren schließlich, als zwei Minister zu ihrer mutmaßlichen Liquidierung aus dem Raum gerufen werden, und münden so in der Forderung der Absetzung des Vorsitzenden A. Nach dem sich dann bürokratisch einfach vollziehenden Machtwechsel gelangt auch „Minister O“, der sich lediglich verspätet hatte, zu der Versammlung.

## Rezeption
Die Erzählung Der Sturz, zu der eine Reise Dürrenmatts in die Sowjetunion 1964/65 Anlass geboten haben mag, ist eine Parabel auf das Funktionieren einer ebenso von Misstrauen wie von Bürokratie geprägten, politisch korrupten Führung. Die Ablösung des diktatorischen Führers wird als Resultat eines Prozesses dargestellt, der in seinem Ablauf von niederen menschlichen Interessen bestimmt ist und dennoch in seiner Eskalation nahezu notwendig auf einen Sturz zielt, durch den erst das Gleichgewicht innerhalb der Führungsschicht wiederhergestellt werden kann. Das Gremium selbst wie auch der Umsturz werden dabei in all ihrer Absurdität entlarvt.

## Ausgaben
- Friedrich Dürrenmatt: Der Sturz. Diogenes Verlag, Zürich 1998, ISBN 3-257-23064-8.